# Ayuntamiento de Aranjuez
El Ayuntamiento de Aranjuez es el órgano encargado del gobierno y administración del municipio de Aranjuez, situado en la Comunidad de Madrid, España. Está presidido por el alcalde de Aranjuez. En 2023 ocupa dicho cargo Miguel Gómez Herrero, del PP. Esta administración tiene su sede en la plaza de la Constitución.

## Alcaldes
| Periodo   | Nombre                                                                        | Partido                                           |
| --------- | ----------------------------------------------------------------------------- | ------------------------------------------------- |
| 1979-1983 | Eduardo García Fernández                                                      | Organización Revolucionaria de Trabajadores (ORT) |
| 1983-1987 | Eduardo García Fernández                                                      | Partido Socialista Obrero Español (PSOE)          |
| 1987-1991 | Eduardo García Fernández                                                      | Partido Socialista Obrero Español (PSOE)          |
| 1991-1995 | Eduardo García Fernández                                                      | Partido Socialista Obrero Español (PSOE)          |
| 1995-1999 | José María Cepeda Barros                                                      | Partido Popular (PP)                              |
| 1999-2003 | José María Cepeda Barros                                                      | Partido Popular (PP)                              |
| 2003-2007 | Jesús Dionisio Ballesteros                                                    | Partido Socialista Obrero Español (PSOE)          |
| 2007-2011 | Jesús Dionisio Ballesteros                                                    | Partido Socialista Obrero Español (PSOE)          |
| 2011-2015 | María José Martínez de la Fuente                                              | Partido Popular (PP)                              |
| 2015-2019 | Cristina Moreno Moreno                                                        | Partido Socialista Obrero Español (PSOE)          |
| 2019-2023 | María José Martínez de la Fuente                                              | Partido Popular (PP)                              |
| 2023-act. | María José Martínez de la Fuente (2023-2024) Miguel Gómez Herrero (2024-act.) | Partido Popular (PP)                              |

## Pleno
| Partido político | Partido político                                                    | 2023   | 2019   | 2015   | 2011   | 2007   | 2003   | 1999   | 1995   | 1991   | 1987   | 1983   | 1979   |
| Partido político | Partido político                                                    | Ediles | Ediles | Ediles | Ediles | Ediles | Ediles | Ediles | Ediles | Ediles | Ediles | Ediles | Ediles |
|                  | Partido Popular (PP)-Alianza Popular (AP)                           | 9      | 6      | 8      | 14     | 9      | 9      | 11     | 11     | 8      | 5      | 5      | —      |
|                  | Partido Socialista Obrero Español (PSOE)                            | 7      | 8      | 7      | 8      | 11     | 10     | 8      | 8      | 7      | 11     | 12     | 6      |
|                  | Vox                                                                 | 4      | 2      | —      | —      | —      | —      | —      | —      | —      | —      | —      | —      |
|                  | Podemos-Izquierda Unida (IU)-Partido Comunista de España (PCE)      | 2      | 2      | 0      | 1      | 0      | 1      | 2      | 3      | 2      | 3      | 3      | 3      |
|                  | Agrupación Ciudadana Independiente Para Aranjuez (ACIPA)            | 2      | 2      | 2      | 2      | 1      | 1      | —      | —      | —      | —      | —      | —      |
|                  | Más Madrid                                                          | 1      | —      | —      | —      | —      | —      | —      | —      | —      | —      | —      | —      |
|                  | Ciudadanos (CS)                                                     | 0      | 3      | 2      | —      | —      | —      | —      | —      | —      | —      | —      | —      |
|                  | Iniciativa por Aranjuez (In-Par)                                    | —      | —      | 2      | 2      | —      | —      | —      | —      | —      | —      | —      | —      |
|                  | Aranjuez Ahora (ARAH)                                               | —      | —      | 4      | —      | —      | —      | —      | —      | —      | —      | —      | —      |
|                  | Independientes                                                      | —      | —      | —      | —      | —      | —      | —      | 0      | 1      | —      | —      | 2      |
|                  | Centro Democrático y Social (CDS)-Unión de Centro Democrático (UCD) | —      | —      | —      | —      | —      | —      | —      | —      | 1      | 3      | 0      | 4      |
|                  | Falange Española de las JONS (FE-JONS)                              | —      | —      | —      | —      | —      | —      | —      | —      | —      | —      | 1      | —      |
|                  | Organización Revolucionaria de Trabajadores (ORT)                   | —      | —      | —      | —      | —      | —      | —      | —      | —      | —      | —      | 6      |

## Resultados electorales históricos
| Partido político                                                    | 2023  | 2023       | 2019  | 2019       | 2015  | 2015       | 2011   | 2011       | 2007   | 2007       | 2003   | 2003       | 1999   | 1999       | 1995   | 1995       | 1991  | 1991       | 1987  | 1987       | 1983  | 1983       | 1979  | 1979       |
| Partido político                                                    | Votos | Concejales | Votos | Concejales | Votos | Concejales | Votos  | Concejales | Votos  | Concejales | Votos  | Concejales | Votos  | Concejales | Votos  | Concejales | Votos | Concejales | Votos | Concejales | Votos | Concejales | Votos | Concejales |
| Partido Popular (PP)-Alianza Popular (AP)                           | 9243  | 9          | 5361  | 6          | 7570  | 8          | 11 833 | 14         | 9012   | 9          | 9602   | 9          | 10 289 | 11         | 10 434 | 11         | 5713  | 8          | 4353  | 5          | 3748  | 5          | —     | —          |
| Partido Socialista Obrero Español (PSOE)                            | 7341  | 7          | 6776  | 8          | 6471  | 7          | 6833   | 8          | 10 474 | 11         | 10 392 | 10         | 8008   | 8          | 6809   | 8          | 6160  | 7          | 8257  | 11         | 8724  | 12         | 4449  | 6          |
| Vox                                                                 | 3822  | 4          | 2446  | 2          | —     | —          | —      | —          | —      | —          | —      | —          | —      | —          | —      | —          | —     | —          | —     | —          | —     | —          | —     | —          |
| Podemos-Izquierda Unida (IU)                                        | 2521  | 2          | 1974  | 2          | 974   | 0          | 1685   | 1          | 966    | 0          | 1855   | 1          | 2123   | 2          | 3119   | 3          | 2123  | 2          | 2588  | 3          | —     | —          | —     | —          |
| Agrupación Ciudadana Independiente Para Aranjuez (ACIPA)            | 2076  | 2          | 2529  | 2          | 2390  | 2          | 2126   | 2          | 1651   | 1          | 1427   | 1          | —      | —          | —      | —          | —     | —          | —     | —          | —     | —          | —     | —          |
| Más Madrid (MM)                                                     | 1656  | 1          | —     | —          | —     | —          | —      | —          | —      | —          | —      | —          | —      | —          | —      | —          | —     | —          | —     | —          | —     | —          | —     | —          |
| Ciudadanos (CS)                                                     | 266   | 0          | 2974  | 3          | 2165  | 2          | —      | —          | —      | —          | —      | —          | —      | —          | —      | —          | —     | —          | —     | —          | —     | —          | —     | —          |
| Iniciativa por Aranjuez (In-Par)                                    | —     | —          | 2135  | 2          | 2160  | 2          | —      | —          | —      | —          | —      | —          | —      | —          | —      | —          | —     | —          | —     | —          | —     | —          | —     | —          |
| Somos Más Aranjuez                                                  | —     | —          | 1225  | 0          | —     | —          | —      | —          | —      | —          | —      | —          | —      | —          | —      | —          | —     | —          | —     | —          | —     | —          | —     | —          |
| Aranjuez Ahora (ARAH)                                               | —     | —          | —     | —          | 3397  | 4          | —      | —          | —      | —          | —      | —          | —      | —          | —      | —          | —     | —          | —     | —          | —     | —          | —     | —          |
| Unión Progreso y Democracia (UPyD)                                  | —     | —          | —     | —          | 244   | 0          | 742    | 0          | —      | —          | —      | —          | —      | —          | —      | —          | —     | —          | —     | —          | —     | —          | —     | —          |
| Candidatura Comunista para el Progreso de Aranjuez (CCPA)           | —     | —          | —     | —          | —     | —          | 1037   | 0          | 996    | 0          | —      | —          | —      | —          | —      | —          | —     | —          | —     | —          | —     | —          | —     | —          |
| Partido Ribereño por Aranjuez (PRPA)                                | —     | —          | —     | —          | —     | —          | 786    | 0          | —      | —          | —      | —          | —      | —          | —      | —          | —     | —          | —     | —          | —     | —          | —     | —          |
| Los Verdes (en coalición con IU en 2011 y 2015)                     | —     | —          | —     | —          | —     | —          | —      | —          | 184    | 0          | —      | —          | —      | —          | —      | —          | —     | —          | —     | —          | —     | —          | —     | —          |
| Movimiento Social de Aranjuez (MSA)                                 | —     | —          | —     | —          | —     | —          | —      | —          | —      | —          | —      | —          | 356    | 0          | —      | —          | —     | —          | —     | —          | —     | —          | —     | —          |
| Partido Humanista (PH)                                              | —     | —          | —     | —          | —     | —          | —      | —          | —      | —          | —      | —          | 86     | 0          | —      | —          | —     | —          | 61    | 0          | —     | —          | —     | —          |
| Los Verdes                                                          | —     | —          | —     | —          | —     | —          | —      | —          | —      | —          | —      | —          | —      | —          | 557    | 0          | 812   | 0          | —     | —          | —     | —          | —     | —          |
| Independientes                                                      | —     | —          | —     | —          | —     | —          | —      | —          | —      | —          | —      | —          | —      | —          | 235    | 0          | 902   | 1          | —     | —          | —     | —          | 1719  | 2          |
| Centro Democrático y Social (CDS)-Unión de Centro Democrático (UCD) | —     | —          | —     | —          | —     | —          | —      | —          | —      | —          | —      | —          | —      | —          | —      | —          | 956   | 1          | 2737  | 3          | 649   | 0          | 3144  | 4          |
| Partido de los Trabajadores de España-Unidad Comunista (PTE-UC)     | —     | —          | —     | —          | —     | —          | —      | —          | —      | —          | —      | —          | —      | —          | —      | —          | —     | —          | 794   | 0          | —     | —          | —     | —          |
| Partido Demócrata Popular (PDP)                                     | —     | —          | —     | —          | —     | —          | —      | —          | —      | —          | —      | —          | —      | —          | —      | —          | —     | —          | 65    | 0          | —     | —          | —     | —          |
| Partido Comunista de España (PCE)                                   | —     | —          | —     | —          | —     | —          | —      | —          | —      | —          | —      | —          | —      | —          | —      | —          | —     | —          | —     | —          | 2460  | 3          | 2324  | 3          |
| Falange Española de las JONS (FE-JONS)                              | —     | —          | —     | —          | —     | —          | —      | —          | —      | —          | —      | —          | —      | —          | —      | —          | —     | —          | —     | —          | 1134  | 1          | —     | —          |
| Organización Revolucionaria de Trabajadores (ORT)                   | —     | —          | —     | —          | —     | —          | —      | —          | —      | —          | —      | —          | —      | —          | —      | —          | —     | —          | —     | —          | —     | —          | 4006  | 6          |

## Evolución de la deuda viva municipal
El concepto de deuda viva contempla sólo las deudas con cajas y bancos relativas a créditos financieros, valores de renta fija y préstamos o créditos transferidos a terceros, excluyéndose, por tanto, la deuda comercial.
| Gráfica de evolución de la deuda viva del Ayuntamiento entre 2008 y 2023                           |
| |
| Deuda viva del Ayuntamiento de Aranjuez, en miles de euros, según datos del Ministerio de Hacienda |